# Eden (serie animata)
Eden (エデン?) è una serie original net anime diretta da Yasuhiro Irie. La serie è composta da 4 episodi ed è stata pubblicata su Netflix il 27 maggio 2021.

## Trama
Mille anni dopo l'estinzione degli esseri umani, la scintillante città monolitica conosciuta come "Eden 3" è abitata esclusivamente da robot dotati di intelligenza artificiale, che continuano a dedicarsi alla coltivazione dei terreni che circondano la città, nonostante la scomparsa dei loro padroni. 
Durante un incarico di routine, due robot adibiti alla manutenzione risvegliano accidentalmente dalla stasi una bambina umana, Sara Grace, mettendo in dubbio la loro convinzione che gli umani fossero soltanto un antico mito. Insieme i due robot crescono segretamente Sara in un rifugio sicuro all'esterno della città.

## Personaggi
Sara Grace (サラグレース?, Sara Gurēsu)
Doppiata da: Marika Kōno (ed. giapponese), Chiara Leoncini (ed. italiana)
A37
Doppiata da: Kyōko Hikami (ed. giapponese), Elena Mancuso (ed. italiana)
E92
Doppiato da: Kentarō Itō (ed. giapponese), Paolo Carenzo (ed. italiana)
Zero (ゼロ?) / Dr. Weston Fields
Doppiato da: Kōichi Yamadera (ed. giapponese), Giuseppe Russo (ed. italiana)
S566
Doppiato da: Tarusuke Shingaki (ed. giapponese), Mosè Singh (ed. italiana)
Zurich (チューリヒ?, Chūrihi)
Doppiata da: Yūki Kuwahara (ed. giapponese), Giorgia Semeraro (ed. italiana)
Geneva (ジュネーブ?, Junēbu) / Ashley
Doppiata da: Yūko Kaida (ed. giapponese), Marina Thovez (ed. italiana)

## Lista episodi
| nº | Titolo originale | Titolo italiano | Pubblicazione  |
| -- | ---------------- | --------------- | -------------- |
| 1  | Episode 1        | Episodio 1      | 27 maggio 2021 |
| 2  | Episode 2        | Episodio 2      | 27 maggio 2021 |
| 3  | Episode 3        | Episodio 3      | 27 maggio 2021 |
| 4  | Episode 4        | Episodio 4      | 27 maggio 2021 |

## Manga
Dalla serie anime è stato tratto un manga illustrato da Tsuyoshi Isomoto e pubblicato nella rivista Young King Ours GH della casa editrice Shōnen Gahōsha dal 16 febbraio 2021.